# Determinante interrogativo
Un determinante interrogativo es un término empleado en la gramática tradicional del español y otras lenguas que se refiere a un elemento desconocido por el hablante. En gramática generativa se las suele denominar simplemente palabras interrogativas ya que propiamente no son el núcleo de un sintagma determinante y si bien en muchas lenguas tienen aspectos que las acercan a los pronombres, en lenguas no indoeurpeas los elementos interrogativos pueden llegar a funcionar de manera muy diferente a un pronombre genuino.

## Determinantes interrogativos del español
Los determinantes interrogativos presentan la misma forma que los determinantes relativos, pero solamente lo diferencian el acento en el caso de los interrogativos.
| Singular  | Singular | Plural    | Plural   |
| Masculino | Femenino | Masculino | Femenino |
| --------- | -------- | --------- | -------- |
| qué       |          |           |          |
| cuál      | cuál     | cuáles    | cuáles   |
| quién     | quién    | quiénes   | quiénes  |
| cuánto    | cuánta   | cuántos   | cuántas  |

Quién nunca funciona como determinante, porque siempre sustituye a un nombre, por lo que es un pronombre. Por ejemplo, ¿Quién te ha llamado?.
Ejemplos
- ¿Qué libro me recomiendas?
- ¿Cuántas veces te lo habré dicho?
- ¿Qué película has visto?